# L'Amour au village
L'Amour au village est un tableau réalisé en 1882 par le peintre français Jules Bastien-Lepage (1848-1884). Il appartient au Musée des Beaux-Arts Pouchkine à Moscou, où il est présenté dans la galerie d'art de l'Europe et de l'Amérique des XIXe et XXe siècles,. Les dimensions du tableau sont de 194 × 180 cm, (selon d'autres données 199,7 × 189 cm).

## Histoire

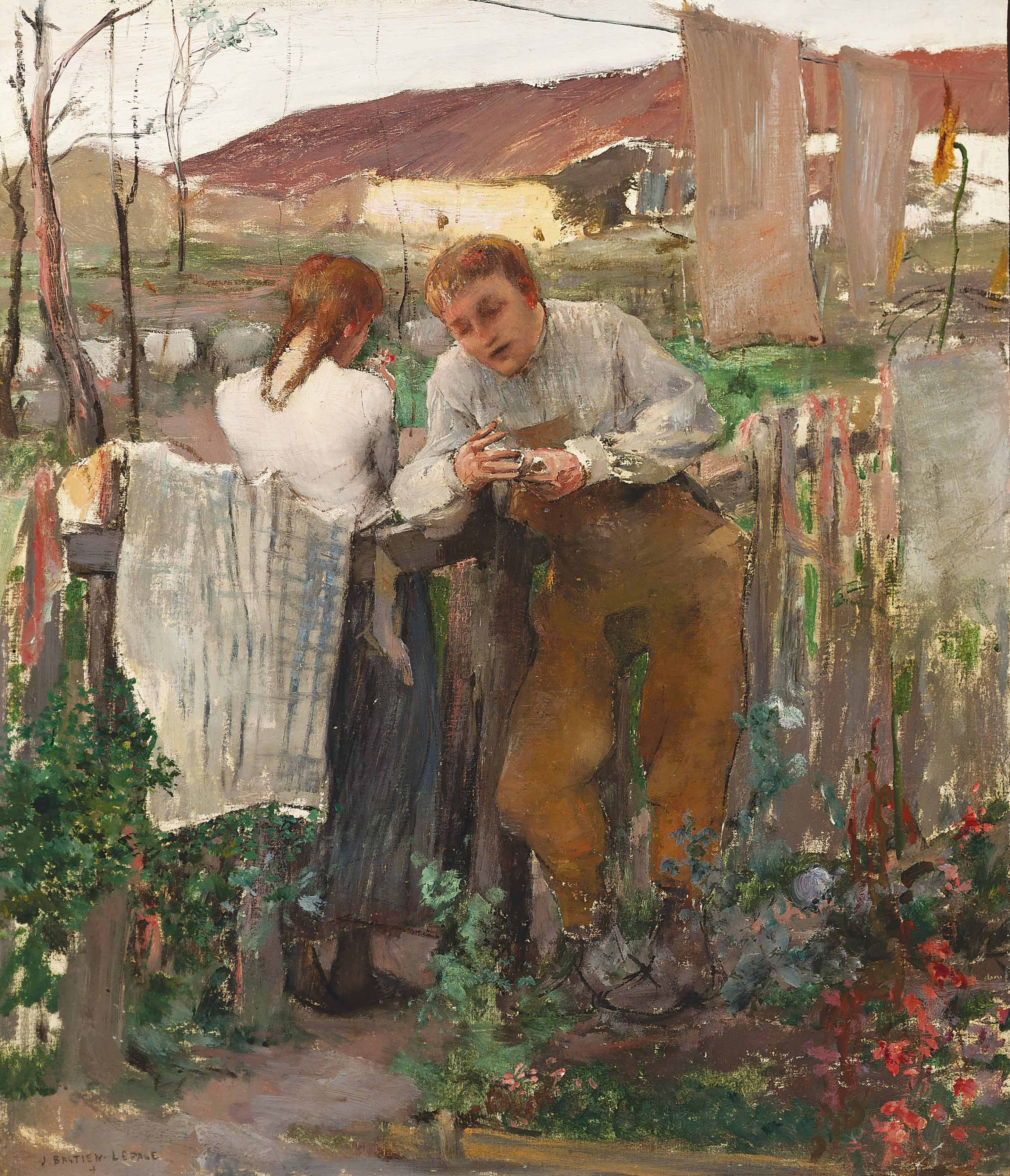
Étude pour le tableau. Collection particulière

Le tableau est présenté par l'artiste à Paris au Salon des artistes français de 1883 (numéro 131 du livret).
La peinture a été acquise par le mécène Sergueï Tretiakov (en) en 1885 lors de la liquidation de l'héritage de Bastien-Lepage, qui a eu lieu à la Galerie parisienne Georges Petit. Le Musée du Luxembourg manifestait un intérêt pour la toile L'Amour au Village, mais les conservateurs de ce musée se sont finalement décidés plutôt pour le tableau de Bastien-Lepage intitulé Les Foins. Ils ont acquis ce tableau Les Foins, qui a, plus tard, été transféré au Musée du Louvre, puis au Musée d'Orsay,. Et c'est ainsi que L'Amour au village est tombé dans les mains de Sergueï Tretiakov et est devenu, avec le temps, l'un des tableaux les plus connus de la collection de tableaux de Sergueï Tretiakov (ru).
Le tableau a été ensuite transféré au musée Pouchkine, depuis le Musée national d'Art moderne occidental.
Il existe une étude préliminaire du tableau, datant de la même année 1882 (huile sur toile de 52,2 × 45,6 cm) ; elle se trouve dans une collection privée et a été présentée le 27 septembre 2012 à une vente aux enchères à la maison Christie's à Londres.

## Description
Le tableau représente un jeune homme et une jeune fille habillés à la mode paysanne, debout l'un à côté de l'autre, de part et d'autre d'une clôture en bois séparant deux terrains. Le jeune fille se tient de dos, son visage n'est pas visible. Elle est vêtue d'une longue jupe, les cheveux coiffés en deux tresses. Sur la clôture, elle a posé son foulard. Le jeune homme se tient face aux spectateurs, légèrement penché de telle manière que son visage soit à hauteur de celui de la jeune fille. Il porte une chemise de couleur claire et sa culotte est protégée d'un tablier particulier. Il a l'air gêné et peut-être est-ce parce qu'il parle de son amour. L'arrière-plan est constitué du clocher de l'église et de façades des maisons paysannes. Vers la droite, on aperçoit la silhouette d'une femme qui travaille.
En 1973, le ministère soviétique des communications a publié un timbre-poste avec la reproduction du tableau, dont la valeur affichée est de 16 kopecks (№ 4305 dans le Catalogue soviétique de timbres poste (en)).

## Critique

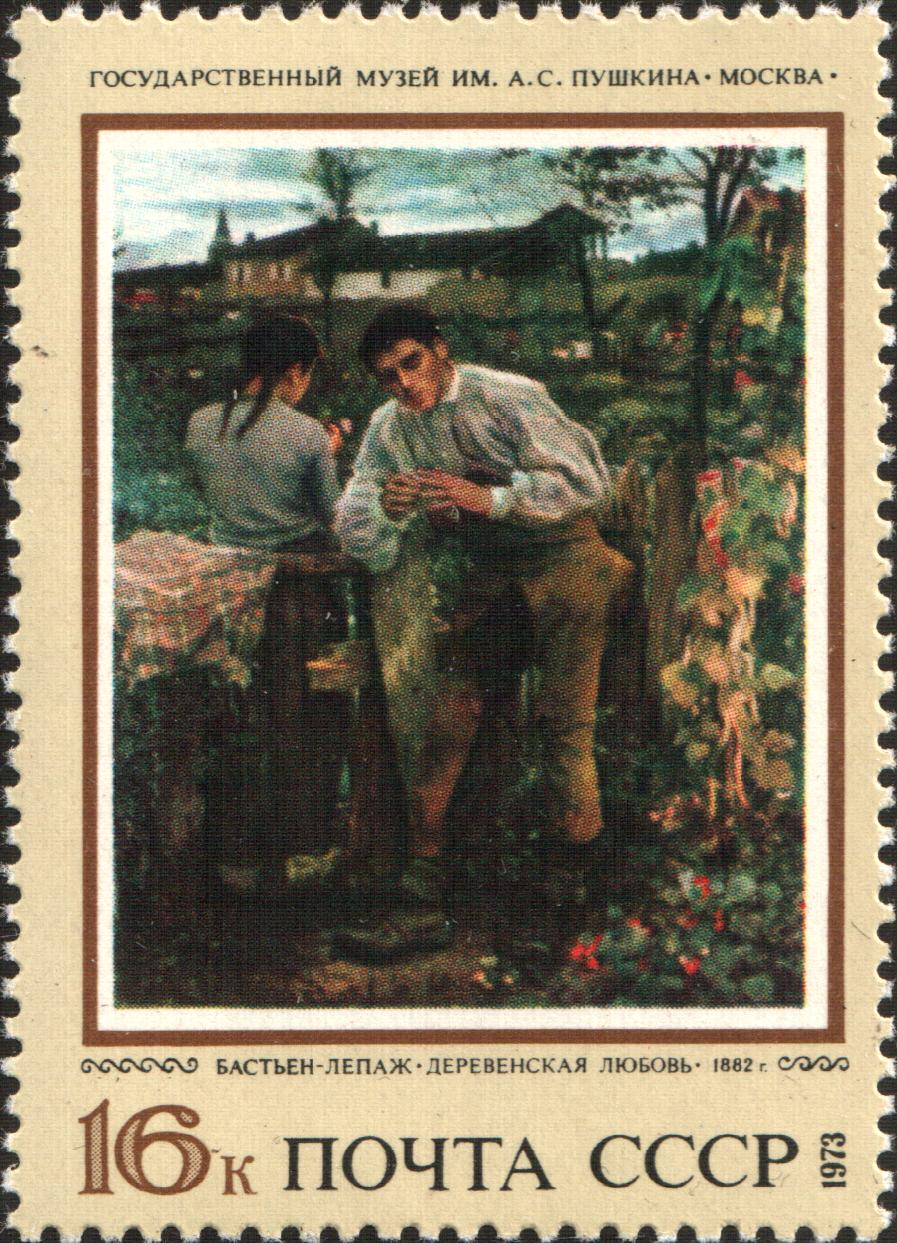
Le tableau L'Amour au village sur un timbre-poste d'URSS de 1973.

Le peintre Mikhaïl Nesterov, dans son ouvrage sur Léon Tolstoï, publié en 1942 sous le titre Jours lointains, écrit ceci, en 1906, à propos de sa conversation avec l'écrivain de Iasnaïa Poliana :

« Le soir, la conversation a repris et j'ai été agréablement surpris d'entendre : « Ainsi vous êtes donc comme cela ! » La raison de l'étonnement à mon propos était mon opinion sur le tableau de Bastien-Lepage L'Amour au village. Les idées émises étaient que ce tableau, par la force et la pureté des sentiments qu'il exprimait, aurait pu être exposé dans une église. La toile, par son caractère intime et profond, est plus russe que français. Avec L'Amour au village, le rituel du mariage devient plus touchant, plus authentique que les images froides et sans âme habituelles. Bastien-Lepage a exprimé en langage poétique dans cette peinture les pensées les plus pures de deux amoureux au cœur simple. »

Le peintre Valentin Serov appréciait également beaucoup L'Amour au village. Comme le rapporte l'historien d'art Andreï Tolstoï (ru) :

« L'héritage créatif de Bastien-Lepage était également pertinent pour des peintres russes aux orientations différentes, représentants probables de la génération qui suivrait dans l'histoire de la peinture russe. Selon le témoignage de  Mikhaïl Nesterov, Valentin Serov était en symbiose avec l'œuvre de Bastien-Lepage appartenant au collectionneur S. Tretiakov et disait souvent : "Chaque dimanche je vais regarder L'Amour au village". Et Nesterov ajoutait : "Mais Serov savait que regarder d'encore jeune, juvénile !" »

Cette toile a fait également grande impression sur le peintre Victor Borissov-Moussatov, qui admire son atmosphère lumineuse et la richesse des coloris. Il a même écrit un poème sur le sujet :

« Pendant longtemps mon idéal

C'était notre maître ?

Mais en passant chez Tretiakov 

dans mes rêves est arrivé Bastien-Lepage… »

## Sources
- (ru) Cet article est partiellement ou en totalité issu de l’article de Wikipédia en russe intitulé « Деревенская любовь » (voir la liste des auteurs).

- Ressource relative aux beaux-arts :   - Salons 1673-1914